# 불로화훼단지
불로화훼단지는 대구 지역 최대의 화훼생산과 판매단지이며, 골목을 중심으로 양쪽에 화훼농가들이 위치해있다.

## 위치
대구광역시 동구 불로동 732-1번지로 대구국제공항을 지나 불로고분군, 봉무레포츠 공원 등 팔공산으로 가는 길가에 형성되어 있다.

## 역사
1980년도부터 불로동 일대에서 부터 형성되기 시작하여 지저동 일원과 경부고속도로 고가도로를 지나 봉무동 일원에도 새롭게 형성되고 있다. 이후 대구 지역민들에게 싱싱하고 아름다운 화훼농산물을 공급하고 있다. 불로화훼단지에서는 각종 란, 분재, 관엽, 그리고 생화 등을 취급하고 있으며, 시중에서 판매되는 가격보다 저렴하게 구입할 수 있어 많은 사람들이 찾는다.1980년대 후반부터 불로동 일대에서 화훼 생산 농가들이 모여 자생적으로 형성되었다. 대구광역시 시민들에게 불로훼화단지를 홍보하기 위해 2003년부터 매년 봄과 가을에 꽃축제를 개최하고 있다. 신종 코로나 바이러스 감염증(코로나19)로 인해 졸업식과 입학식 등의 행사가 줄줄이 취소되거나 간소화되면서 화분이나 묘목을 사거나 구경하러오는 사람들이 줄어들어 대구지역화훼업계가 시름을 앓았다. 불로화훼단지에서는 2020년 7월부터 반려 화분 나눔행사를 진행하고 있다. 반려화분을 나눔 함으로서 여러 지역주민들과 어르신들에게 따뜻한 위로의 마음을 전달한다. 2024년 골목경제권 조성사업의 2단계(안정화) 사업인 '골목상권 활력 지원 공모사업'에 선정되었다. 대구시 골목경제 조성사업은 2021년부터 추진하고 있는 사업이며, 발전 가능성이 있는 골목상권을 발굴해 맞춤형 지원을 도와주는 사업이다.